# Andutgel
Andutgel (dal romancio) è un tipico insaccato affumicato grigionese prodotto prevalentemente nella regione di Disentis. 
Il prodotto, aromatizzato, è generalmente composto da carne di maiale e carne di manzo ma si può trovare facilmente trovare anche di selvaggina o con aggiunta di patate ed aglio.
Si tratta di un prodotto tradizionale a carattere locale e perlopiù sconosciuto al di fuori delle valli grigionesi.